# Domenico Caso
Domenico Caso detto Mimmo (Eboli, 9 maggio 1954) è un ex calciatore, allenatore di calcio e dirigente sportivo italiano, di ruolo centrocampista.
Nel 1974, appena ventenne, fu convocato in nazionale dal commissario tecnico Fulvio Bernardini, alla ricerca di giovani talenti per rifondare la squadra dopo il disastroso campionato del mondo 1974. La partita del suo debutto con la maglia azzurra (avvenuto il 28 settembre 1974 in Jugoslavia – Italia 1-0), che disputò in "staffetta" con l'altro esordiente Oscar Damiani fu anche l'unica per lui. Alcuni rimproverano a Bernardini di aver "bruciato" calcisticamente il giocatore, pretendendo troppo da un giovane della sua età (lo paragonò perfino a Julinho).
Nella sua carriera ha vinto una Coppa Italia, nel 1975 con la Fiorentina, e uno scudetto, nel 1980 con l'Inter. Come allenatore ha ottenuto le soddisfazioni migliori alla guida della Primavera della Lazio, con la quale ha vinto il campionato italiano di categoria nel 1995.
In diversi periodi è stato anche commentatore televisivo di partite di calcio per Stream TV e la RAI.

## Caratteristiche tecniche

### Giocatore
Era un'ala destra tornante atipica in quanto soleva svariare per il campo. Eugenio Bersellini, durante le stagioni interiste, lo trasformò in regista davanti alla difesa.

## Carriera

### Giocatore

Caso alla Lazio nella stagione 1986-1987

Mimmo Caso fa il suo debutto nel calcio professionistico con la maglia della Fiorentina. Il 29 ottobre 1972, in Fiorentina-Torino 0-0, fa il suo esordio in Serie A. La prima stagione è positiva per il diciottenne calciatore, che raccoglie, in tutto 12 presenze con 4 reti in campionato, le prime da professionista.
La stagione successiva Caso ripete il numero di 4 segnature, in 19 presenze. Risale a questo periodo la convocazione con la nazionale B (che fungeva da "anticamera" alla nazionale maggiore), oggi scomparsa, per la quale il giocatore scende in campo 5 volte (debutta il 17 aprile 1974). Dopo cinque mesi arriva anche la chiamata per la più importante delle selezioni azzurre: il 28 settembre 1974, a Zagabria, esordì in nazionale A per quella che rimase l'unica sua presenza in azzurro, nella gara amichevole contro la Jugoslavia. Nell'annata 1974-1975 (dove colleziona 25 presenze con 4 goal in A) vince il suo primo trofeo: la Coppa Italia.
Il giocatore resta a Firenze altre tre stagioni, fino al 1978, giocando sempre da titolare. Tra il 1975 e l'anno del suo addio alla maglia viola totalizza 77 presenze con 11 reti. Il 1975 è anche l'anno dell'incidente stradale, per cui Vincenzo Guerini, 22 anni, dovette lasciare anzitempo il calcio giocato. Caso corse lo stesso rischio, riportando nell'incidente la rottura del naso e rientrando in campo dopo circa due mesi dall'accaduto.
Lasciata la Fiorentina si trasferisce al Napoli. Con i partenopei disputa un'unica stagione di Serie A (quella 1978-1979, nella quale scende in campo 15 volte mettendo a segno 1 rete.
Nell'estate 1979 ha l'occasione di poter giocare in una delle big del calcio italiano, l'Inter. Nei due anni con la maglia nerazzurra, disputa, quasi sempre come titolare, un totale di 57 incontri, segna 2 reti e si laurea campione d'Italia nel 1980 giocando da regista davanti alla difesa.
Dopo l'esperienza a Milano seguono due anni in Serie B (categoria nella quale Caso non aveva mai giocato fino ad allora), con la maglia del Perugia. Nel suo primo campionato in Umbria, quello 1981-1982, realizza il suo record di reti in campionato, ben 6, in 37 partite. L'annata successiva gioca 27 gare impreziosite con 2 reti.
Nell'estate 1983 torna nella massima serie, con la maglia del Torino. Con i granata scende in campo in tutte le 30 partite del campionato 1983-1984, senza, tuttavia, riuscire a segnare alcun goal. Nella stagione successiva scende in campo in 6 occasioni, le sue ultime in Serie A (241 complessive), realizzando nella sconfitta esterna contro la Cremonese, al secondo turno del girone d'andata, l'ultima delle sue 26 reti in massima serie.
Abbandonato il Torino passa alla Lazio che, in quel periodo, militava in serie cadetta. Nei tre campionati in maglia biancoceleste Caso gioca 92 partite, tra il 1985 e il 1988, più due presenze collezionate negli spareggi salvezza della stagione 1986-1987, segnando 7 reti e indossando anche la fascia di capitano ricevuta da Gabriele Podavini.
Nella stagione 1988-1989 gioca nel Latina, in Serie C2, collezionando 25 presenze e 3 reti. L'annata successiva è quella conclusiva nella carriera del giocatore: dopo 13 presenze e 3 goal con la maglia della squadra bresciana dell'Orceana decide di abbandonare l'attività agonistica.

### Allenatore e dirigente

Caso allenatore della squadra Primavera della Lazio nella prima metà degli anni 90, tra le giovani promesse Alessandro Nesta (a sinistra) e Marco Di Vaio (a destra)

Dopo aver appeso le scarpe al chiodo, Caso intraprende la carriera di allenatore guidando le giovanili della Fiorentina, con la quale vincerà nel 1992 il Torneo di Viareggio. Al termine di questa stagione saluta i colori viola e torna alla Lazio come tecnico della squadra Primavera. Risale proprio a questo periodo il suo miglior momento in panchina: allena e forma futuri campioni del calibro di Alessandro Nesta, Marco Di Vaio e Flavio Roma, destinati a raggiungere la maglia azzurra della nazionale, e vince il campionato di categoria nel 1995, dopo aver assemblato una squadra i cui elementi arriveranno per la quasi totalità al calcio professionistico di ogni livello. Tuttavia questi sono anche gli anni in cui riesce a guarire da un tumore al fegato.
Con la fama di grande maestro per i giovani calciatori, nel campionato 1997-1998 debutta sulla panchina di una prima squadra, quella del Foggia, in Serie B. La stagione è tormentata: Caso viene esonerato dall'incarico alla 23ª giornata, per poi essere richiamato alla 29ª. Il suo tentativo di centrare la salvezza fallisce e la squadra pugliese retrocede in C1, nonostante disponesse di un organico costituito in gran parte da calciatori che in futuro avrebbero giocato stabilmente in Serie A, con addirittura due futuri finalisti di Champions League come Roma e Oshadogan.
Nella stagione 1998-1999 il Chievo decide di puntare sul tecnico campano per un campionato di vertice. Le aspettative della squadra clivense vengono deluse, e Caso viene esonerato dopo 14 partite di campionato, con la squadra in posizione di classifica assai critica.
Per rivedere il tecnico su una panchina di prima squadra bisogna aspettare la stagione 2000-2001, quando la Pistoiese sostituisce il tecnico Pillon alla 18ª giornata, nominando Mimmo Caso nuovo allenatore. L'esperienza toscana termina dopo 10 partite, quando viene nuovamente esonerato.
Nella stagione 2003-2004, dopo un anno vissuto come commissario tecnico della nazionale under 18, la dirigenza della Lazio, memore dell'ottimo lavoro svolto un decennio prima, affida nuovamente la guida della squadra Primavera all'ex capitano biancoceleste, nonché il ruolo di responsabile tecnico del settore giovanile. L'annata successiva, dopo una grave crisi finanziaria e con l'avvento del neo-patron laziale Claudio Lotito, si ritrova allenatore della prima squadra. Dopo un discreto inizio sia in campionato che in Coppa UEFA, la situazione peggiora. Dopo 16 gare e 17 punti, vista la cattiva posizione in classifica e il difficile rapporto con i giocatori più rappresentativi, su tutti Paolo Di Canio, nel dicembre 2004 il presidente Lotito decide di sostituirlo con Giuseppe Papadopulo.
Nel campionato 2005-2006 subentra a Brini sulla panchina della Ternana, senza tuttavia riuscire a salvare la squadra dalla retrocessione in Serie C1, che arriva con una giornata d'anticipo, dopo un pareggio per 2-2 sul campo della Cremonese già retrocessa.
Nel luglio 2011, una volta liberatosi dall'incarico di responsabile delle giovanili dell'Atletico Roma, fallita pochi mesi prima, Caso decide di intraprendere una nuova avventura come allenatore degli Allievi regionali della Voluntas Spoleto. Nel luglio 2012 è nominato allenatore della squadra Primavera della Virtus Lanciano, ma l'esperienza con i rossoneri dura appena due settimane, quando viene sostituito. Nel luglio 2013 viene ingaggiato come tecnico della squadra Primavera della Reggina, ma dopo pochi giorni decide di lasciare l'incarico per motivi familiari.
Dal 2009 passa dal campo alla scrivania, divenendo responsabile del settore giovanile della Cisco Roma, divenuta poi Atletico Roma. Nell'agosto 2012 viene nominato responsabile tecnico del settore giovanile del Gavorrano, società di Lega Pro Seconda Divisione.

### Dopo il ritiro
Nei primi anni 2000 Caso si cimenta nel ruolo di commentatore televisivo delle partite per la piattaforma satellitare di Stream TV e per la RAI, facendo anche parte della squadra di telecronisti presente al campionato del mondo 2002 per la televisione di stato.

## Statistiche

### Cronologia presenze e reti in nazionale
| Cronologia completa delle presenze e delle reti in nazionale ― Italia | Cronologia completa delle presenze e delle reti in nazionale ― Italia | Cronologia completa delle presenze e delle reti in nazionale ― Italia | Cronologia completa delle presenze e delle reti in nazionale ― Italia | Cronologia completa delle presenze e delle reti in nazionale ― Italia | Cronologia completa delle presenze e delle reti in nazionale ― Italia | Cronologia completa delle presenze e delle reti in nazionale ― Italia | Cronologia completa delle presenze e delle reti in nazionale ― Italia |
| Data                                                                  | Città                                                                 | In casa                                                               | Risultato                                                             | Ospiti                                                                | Competizione                                                          | Reti                                                                  | Note                                                                  |
| --------------------------------------------------------------------- | --------------------------------------------------------------------- | --------------------------------------------------------------------- | --------------------------------------------------------------------- | --------------------------------------------------------------------- | --------------------------------------------------------------------- | --------------------------------------------------------------------- | --------------------------------------------------------------------- |
| 28-9-1974                                                             | Zagabria                                                              | Jugoslavia                                                            | 1 – 0                                                                 | Italia                                                                | Amichevole                                                            | -                                                                     |                                                                       |
| Totale                                                                |                                                                       | Presenze                                                              | 1                                                                     |                                                                       | Reti                                                                  | 0                                                                     |                                                                       |

### Statistiche da allenatore

#### Club
Statistiche aggiornate al 28 maggio 2006.
| Stagione        | Squadra         | Campionato      | Campionato | Campionato | Campionato | Campionato | Coppe nazionali | Coppe nazionali | Coppe nazionali | Coppe nazionali | Coppe nazionali | Coppe continentali | Coppe continentali | Coppe continentali | Coppe continentali | Coppe continentali | Altre coppe | Altre coppe | Altre coppe | Altre coppe | Altre coppe | Totale | Totale | Totale | Totale | % Vittorie | Piazzamento              |
| Stagione        | Squadra         | Comp            | G          | V          | N          | P          | Comp            | G               | V               | N               | P               | Comp               | G                  | V                  | N                  | P                  | Comp        | G           | V           | N           | P           | G      | V      | N      | P      | %          | Piazzamento              |
| --------------- | --------------- | --------------- | ---------- | ---------- | ---------- | ---------- | --------------- | --------------- | --------------- | --------------- | --------------- | ------------------ | ------------------ | ------------------ | ------------------ | ------------------ | ----------- | ----------- | ----------- | ----------- | ----------- | ------ | ------ | ------ | ------ | ---------- | ------------------------ |
| 1997-1998       | Foggia          | B               | 31         | 8          | 10         | 13         | CI              | 4               | 1               | 1               | 2               | -                  | -                  | -                  | -                  | -                  | -           | -           | -           | -           | -           | 35     | 9      | 11     | 15     | 25,71      | Eson., Sub., 17º (retr.) |
| lug.-dic. 1998  | Chievo          | B               | 14         | 3          | 3          | 8          | CI              | 4               | 0               | 3               | 1               | -                  | -                  | -                  | -                  | -                  | -           | -           | -           | -           | -           | 18     | 3      | 6      | 9      | 16,67      | Eson.                    |
| gen.-mar. 2001  | Pistoiese       | B               | 10         | 3          | 2          | 5          | CI              | -               | -               | -               | -               | -                  | -                  | -                  | -                  | -                  | -           | -           | -           | -           | -           | 10     | 3      | 2      | 5      | 30,00      | Sub., Eson.              |
| lug.-dic. 2004  | Lazio           | A               | 16         | 4          | 5          | 7          | CI              | 1               | 0               | 0               | 1               | CU                 | 6                  | 2                  | 3                  | 1                  | SI          | 1           | 0           | 0           | 1           | 24     | 6      | 8      | 10     | 25,00      | Eson.                    |
| feb.-giu. 2006  | Ternana         | B               | 13         | 2          | 6          | 5          | CI              | -               | -               | -               | -               | -                  | -                  | -                  | -                  | -                  | -           | -           | -           | -           | -           | 13     | 2      | 6      | 5      | 15,38      | Sub., 20º (retr.)        |
| Totale carriera | Totale carriera | Totale carriera | 84         | 20         | 26         | 38         |                 | 9               | 1               | 4               | 4               |                    | 6                  | 2                  | 3                  | 1                  |             | 1           | 0           | 0           | 1           | 100    | 23     | 33     | 44     | 23,00      |                          |

## Palmarès

### Giocatore

#### Club

##### Competizioni nazionali
- Coppa Italia: 1

Fiorentina: 1974-1975
- Campionato italiano: 1

Inter: 1979-1980

##### Competizioni internazionali
- Coppa di Lega Italo-Inglese: 1

Fiorentina: 1975

### Allenatore

#### Club
- Torneo di Viareggio: 1

Fiorentina: 1992
- Campionato Primavera: 1

Lazio: 1994-1995

#### Individuale
- Trofeo Maestrelli: 1

1995